# Park Narodowy „Połoniny”
Park Narodowy „Połoniny” (słow. Národný park Poloniny) – park narodowy we wschodniej Słowacji utworzony w 1997.
Powierzchnia parku wynosi 29 805 ha, a otuliny 10 973 ha. Chroni połoniny w słowackiej części Bieszczadów Zachodnich, zwanej Górami Bukowskimi (Bukovské vrchy). Nieco ponad 1% powierzchni parku zajmuje zbiornik zaporowy Starina. Około 42% powierzchni parku (12 577 ha) stanowi natomiast dorzecze Cirochy powyżej zapory, które (wraz z samym zbiornikiem) objęte jest strefą ochrony higienicznej wspomnianego zbiornika. Lasy pierwotne, chronione specjalnie w rezerwatach przyrody Stužica, Havešová i Rožok są wpisane na Listę światowego dziedzictwa UNESCO.
Park graniczy z polskim Bieszczadzkim Parkiem Narodowym i ukraińskim Użańskim Parkiem Narodowym, wchodząc z nimi w skład Międzynarodowego Rezerwatu Biosfery „Karpaty Wschodnie”.

## Flora
Obecnie na terytorium PN „Połoniny” stwierdzono występowanie ponad 1000 gatunków roślin wyższych. Wiele z nich to gatunki rzadkie lub zagrożone wyginięciem. Florystyczną różnorodność terenu potwierdza występowanie ok. 300 gatunków grzybów, ponad 300 gatunków mszaków i ponad 100 gatunków porostów.
Dominującymi zespołami roślinnymi na terenie Parku są lasy, z czego znaczną część stanowią lasy pierwotne lub takie, w których ingerencja człowieka była stosunkowo niewielka lub miała miejsce dawno temu. Głównym gatunkiem lasotwórczym jest buk, który zajmuje 67,2% areału, czyli o ok. 10 punktów procentowych mniej niż w obu sąsiadujących parkach, polskim i ukraińskim. Za to znacznie szerzej niż w nich reprezentowane są tu inne gatunki liściaste: brzoza (4,2%), dęby (głównie dąb szypułkowy; 3,9%), grab (3,7%), jawor (3,6%) i olsza szara (2,7%). Rzadziej jako domieszki występują jesion (0,4%), lipy (drobno- i szerokolistna; 0,1%), topole (głównie osika; 0,1%) i wierzby (głównie iwa; 0,1%). Z gatunków iglastych największe areały zajmują świerk (6%), modrzew (4,3%) i jodła (2,6%). Stosunkowo duży obszar zajmuje sosna zwyczajna (1,1%).

## Fauna
Teren PN „Połoniny” leży w krainie paleoarktycznej, w strefie lasów mieszanych i liściastych dzielnicy europejskiej. Położenie na pograniczu Karpat Zachodnich i Wschodnich decyduje o znacznej różnorodności tutejszej fauny. Na terenie parku do dziś stwierdzono występowanie ok. 5980 gatunków bezkręgowców, w tym m.in. 91 gat. mięczaków, 403 gat. pająków, 33 gat. ważek, 1472 gat. chrząszczy, 819 gat. motyli i 2428 gat. muchówek. Wśród 320 gatunków kręgowców jest 1 gat. kręgoustych, 24 gat. ryb, 13 gat. płazów, 8 gat. gadów, 211 gat. ptaków i 63 gat. ssaków.

### Żubry
Park Narodowy „Połoniny” jest współcześnie jedynym miejscem występowania dziko żyjącej populacji żubra na Słowacji. Gatunek ten został tam wtórnie introdukowany w 2004 roku (ostatniego osobnika pierwotnej populacji żubrów dziko żyjących na terenach dzisiejszej Słowacji prawdopodobnie upolował w XV wieku węgierski król Maciej Korwin). Tutejsze stado liczyło w 2012 roku 14 sztuk. Zamysłem projektu introdukcji było wytworzenie stabilnej populacji żubrów, obejmującej także stada żyjące od lat 60. XX wieku w polskim Bieszczadzkim Parku Narodowym. Istnieją dowody świadczące o tym, że żubry obu populacji spotykają się i komunikują.